# Woman in Chains
Woman in Chains é uma canção do grupo Tears for Fears que foi lançada no álbum The Seeds of Love, sendo uma das músicas mais famosas da banda. A canção conta com as participações de Oleta Adams (que faz um dueto de vocais com Roland Orzabal), Pino Palladino no Baixo Fretless e Phil Collins na bateria. Posteriormente Collins afirmou que essa foi uma das músicas mais difíceis na qual trabalhou.
O single atingiu o Top 40 no Reino Unido, EUA, Austrália, Irlanda, Itália e Nova Zelândia, e foi um hit Top 20 no Canadá, na França e na Holanda. A canção foi relançada em 1992 (com um Lado B diferente), e agora creditada como "Tears for Fears featuring Oleta Adams", com o objetivo de capitalizar sobre o novo álbum de Oleta Adams e também para promover a coletânea Tears Roll Down (Greatest Hits 82-92), do Tears for Fears. Neste relançamento, a canção alcançou a posição 57  no Reino Unido.
Posteriormente Orzabal explicou que  a música fala sobre a opressão que as mulheres sofrem mundo afora, e em especial sobre sua própria mãe. Era uma dançarina que sofria constantes agressões por parte de seu marido (pai do músico).

## Créditos Musicais
- Roland Orzabal: Vocais, guitarra, teclados
- Neil Taylor: Arpejo de Guitar
- Curt Smith: Baixo elétrico
- Pino Palladino: Baixo Fretless
- Oleta Adams: Vocais, teclados
- Phil Collins: Baterias
- Luis Jardim : Percussão

## Paradas musicais
| País/Parada (1989–1990)                     | Melhor posição |
| ------------------------------------------- | -------------- |
| Austrália (ARIA)                            | 39             |
| Bélgica (Ultratop 50 de Flandres)           | 32             |
| Canadá (RPM Top Singles)                    | 11             |
| Europa (Eurochart Hot 100 Singles)          | 47             |
| França (SNEP)                               | 20             |
| Irlanda (IRMA)                              | 21             |
| Países Baixos (Dutch Top 40)                | 12             |
| Países Baixos (Single Top 100)              | 16             |
| Nova Zelândia (Recorded Music NZ)           | 34             |
| Reino Unido (UK Singles Chart)              | 26             |
| Estados Unidos (Billboard Hot 100)          | 36             |
| Alemanha Ocidental (Official German Charts) | 45             |